# "Heroes" (singolo David Bowie)
Heroes è una canzone del musicista inglese David Bowie, tratta dal suo 12° album in studio con lo stesso nome. 
Scritta da Bowie e Brian Eno e co-prodotta da Bowie e Tony Visconti, la canzone è stata registrata a metà del 1977 all'Hansa Studio 2 a Berlino Ovest. La base musicale è stata registrata completamente prima che il testo fosse scritto; Bowie ed Eno hanno aggiunto sovraincisioni di sintetizzatore mentre Robert Fripp ha contribuito alla chitarra. Per registrare la voce, Visconti ha ideato un sistema "multi-latch", in cui tre microfoni erano posizionati a diverse distanze da Bowie e si aprivano quando cantava abbastanza forte. Come altre tracce dell'album, ha improvvisato i testi stando in piedi al microfono.
Pubblicata in forma modificata (il brano dura solo tre minuti e mezzo invece dei sei della versione presente sull'album) dalla RCA Records il 23 settembre 1977 come singolo principale dell'album , le recensioni iniziali per la canzone furono per lo più positive, con alcuni che la accolsero come un'aggiunta classica al catalogo dell'artista. 
Bowie pubblicò anche le versioni in lingua tedesca e francese intitolate rispettivamente Helden e Héros. 
La canzone raggiunse solo il numero 24 nella UK Singles Chart e non riuscì a classificarsi affatto nella US Billboard Hot 100 , ma raggiunse la top 20 in diversi paesi europei e in Australia.
Nel corso del tempo, la canzone ha acquisito una reputazione notevole ed è considerata da molti una delle migliori canzoni di Bowie, nonché una delle più grandi canzoni di tutti i tempi. 

## Scrittura e registrazione

### Base musicale
Dopo aver completato il suo lavoro di co-produzione di Lust for Life (1977) di Iggy Pop e vari eventi promozionali, David Bowie trascorse alcune settimane a ideare idee e concetti con il polistrumentista Brian Eno per il suo successivo album in studio. Un'idea era quella di usare la stessa sequenza di accordi G - D che aveva usato per "Success" di Pop. Eno voleva chiamarla "Heroes", poiché la sequenza "suonava grandiosa ed eroica" e "avevo proprio quella parola, eroi, nella mia mente". Secondo il biografo Chris O'Leary, la parola faceva anche riferimento a "Hero" (1975) della band krautrock tedesca Neu!. La registrazione per l'album ebbe luogo interamente a Berlino Ovest tra luglio e agosto 1977 presso l'Hansa Studio 2 , un'ex sala concerti convertita in uno studio di registrazione che era stata utilizzata dagli ufficiali della Gestapo durante la seconda guerra mondiale come sala da ballo e si trovava a circa 500 metri dal Muro di Berlino . La canzone è stata coprodotta da Bowie e Tony Visconti , con il contributo di Eno.
La base musicale iniziava con Bowie al piano e, di ritorno da Station to Station (1976), la band principale di Carlos Alomar alla chitarra ritmica, George Murray al basso e Dennis Davis alla batteria. La band usò la progressione iniziale degli accordi, creando un groove che si sviluppò in un crescendo, della durata di otto minuti. Alomar ideò il riff di base mentre Murray e Davis fornirono il "pulse ipnotico".  Sebbene avesse alimentato la batteria di Davis attraverso il suo Eventide H910 Harmonizer su Low (1977), Visconti lo usò con parsimonia su "Heroes", solo durante la fase di missaggio, e come tale, il suono della batteria è per lo più atmosferico per la stanza. Fece passare il basso di Murray attraverso un flanger.
Secondo Visconti, la registrazione rimase ferma per una settimana prima che iniziassero le sovraincisioni . Eno portò il suo EMS Synthi AKS , un sintetizzatore costruito in una valigetta, usando il suo joystick, le manopole dell'oscillatore e il filtro antirumore per creare un "effetto tremante e chiacchierone [che] si sviluppa lentamente e diventa sempre più evidente verso la fine".  Bowie aggiunse anche Chamberlin e linee acute sul suo sintetizzatore ARP Solina. Il chitarrista Robert Fripp, allora in pausa dal suo gruppo King Crimson, fu reclutato su suggerimento di Eno. Ricevendo poche indicazioni da Bowie, tagliò tre riprese tutte basate su loop di feedback. Per ogni ripresa, Fripp segnava punti diversi sul pavimento dello studio con del nastro adesivo e suonava una nota diversa in ogni punto, come A a quattro piedi dal suo amplificatore e G a tre piedi, il tutto mentre la sua chitarra veniva alimentata tramite l'EMS Synthi di Eno.
Nel mixare la base musicale, Visconti unì le riprese di Fripp in una traccia, creando quella che lui definì "una qualità sognante e lamentosa".  Seppellì la grancassa di Davis, trovando che "sembrava trascinare" la traccia e diventare "più energica senza di essa", e elevò la linea di basso di Murray , che Alomar aumentò sulla chitarra in un registro più alto .  Una sezione di fiati prevista fu sostituita con una linea di ottoni sintetizzata dal Chamberlin, mentre la linea di basso sostituì la sezione di archi originariamente pianificata. Con le percussioni, Visconti aggiunse il tamburello e colpì un contenitore per nastro adesivo con una bacchetta come posizionamento per un campanaccio.

## Il brano
Si tratta di una delle composizioni più celebri di Bowie, scritta in un periodo in cui era in crisi. Viveva a Los Angeles distrutto dalla cocaina e dall'alcol; addirittura anche i suoi amici Elton John e John Lennon pensavano che fosse prossimo alla morte, fino a quando David si trasferì a Berlino e iniziò la sua risalita professionale e umana. Proprio a Berlino comporrà il brano insieme a Brian Eno e Robert Fripp, e tutte le altre canzoni che comporranno l'omonimo album.
"Heroes" è il grido disperato dell'ultimo romantico sulla terra: in un mondo ormai distrutto David implora la sua ragazza di non andarsene e di non scegliere strade più semplici, perché come lui dice nella canzone: «We can be heroes, just for one day» (Possiamo essere eroi, solo per un giorno). Lo sfondo di "Heroes" è il Muro di Berlino, ostacolo fra due amanti e simbolo della guerra fredda.

## Tracce

### 7": RCA / PB 11121 (US)
1. Heroes (David Bowie, Brian Eno) - 3:38
2. V-2 Schneider (Bowie) - 3:10

### 7": RCA / 20629 (Australia)
1. Heroes (English version) (single edit) - 3:29
2. Héros (French version) - 3:31
3. Helden (German version) - 3:32
4. V-2 Schneider - 3:10

### 12": RCA / JD-11151 (US)
1. Heroes (album version) - 6:07
2. Heroes (single edit) - 3:29

- US promo

### 12": RCA / PC-9821 (GER)
1. Heroes / Helden (English / German version) - 6:09
2. Heroes / Héros (English /French version) - 6:09

## Ispirazione e registrazione
Il titolo del brano è un riferimento alla traccia Hero presente sull'album Neu! '75 della band tedesca Neu!, che Bowie ed Eno ammiravano. Il pezzo fu uno dei primi ad essere inciso durante le sessioni per l'album, ma rimase allo stadio strumentale fin verso la fine delle sedute. Le virgolette presenti nel titolo, volutamente inserite, furono aggiunte per dare un tono "ironico" al concetto di eroe che altrimenti sarebbe stato troppo romantico, ridondante, nel testo della canzone. Il produttore Tony Visconti viene accreditato per aver fornito l'ispirazione per l'immagine del testo che si riferisce ai due amanti che si baciano "by the wall" ("sotto il muro di Berlino"), quando lui e la corista Antonia Maaß si abbracciarono davanti a Bowie stando di fronte alla finestra degli Hansa Studio che si affacciava proprio sul muro. All'epoca Bowie disse che i due amanti erano una coppia immaginaria, ma Visconti, che era allora sposato con Mary Hopkin, confessò in seguito che Bowie stava probabilmente proteggendo la sua scappatella con la Maaß. Bowie confermò il tutto nel 2003.
La musica, scritta a due mani da Bowie ed Eno, è stata accostata ad una sorta di Wall of Sound spectoriano, un muro sonoro di chitarre, percussioni e sintetizzatori. Eno disse che musicalmente il motivo del brano suonò fin dal principio "epico ed eroico" e che egli aveva sempre avuto "la parola eroi in mente" persino prima che Bowie scrivesse il testo. La traccia base strumentale della registrazione consiste in un arrangiamento convenzionale di pianoforte, basso elettrico, chitarra ritmica e batteria. Tuttavia, la restante strumentazione aggiunta al brano è molto distintiva. Essa consiste principalmente di parti al sintetizzatore suonate da Eno utilizzando un EMS VCS3. In aggiunta, il chitarrista dei King Crimson Robert Fripp ideò un riff di chitarra inusuale per accompagnare il tutto.

## Pubblicazione e accoglienza
"Heroes" è stata pubblicata in molte versioni in lingue diverse e dalla durata differente ("il sogno proibito di ogni collezionista" nelle parole degli editorialisti del New Musical Express Roy Carr & Charles Shaar Murray). In netto contrasto con l'elaborata produzione audio, il video (diretto da Stanley Dorfman) era basato su un concetto lineare e semplice: David Bowie in controluce che canta la canzone in piedi vestito con pantaloni e giubbetto di pelle neri ripreso da diverse angolature. Nonostante un forte battage pubblicitario, che incluse anche la prima apparizione di Bowie a Top of the Pops sin dal 1973, "Heroes" raggiunse solo la posizione numero 24 nella classifica britannica, e fallì l'entrata nella Billboard Hot 100 statunitense. In Europa però (anche grazie alle versioni francese e tedesca) ebbe un notevole successo, soprattutto con il passare degli anni. In Italia infine divenne uno dei brani più trasmessi delle neonate radio libere ed entrò nella classifica dei singoli. Ciò fu dovuto (cfr.Velvet Goldmine sito italiano su Bowie) soprattutto al servizio sul "Bowie berlinese" di Odeon (programma televisivo "trendy" nel 1977). Molti anni dopo, a partire dal 1999, il brano fu scelto come sigla di apertura del programma di sport Sfide, in onda su Rai 3. Sempre in tema di sport, "Heroes" è stato uno dei brani scelti per la colonna sonora delle Olimpiadi di Londra svoltesi nel 2012.
Nel campo pubblicitario, nel 2003, Heroes accompagnò lo spot televisivo dell'allora neo quinta serie della Golf. Dal 2015 viene accostata in alcune pubblicità dell'acqua Levissima.
Nel gennaio 2016, dopo la morte di David Bowie la canzone ha guadagnato nuova popolarità ed ha nuovamente fatto ingresso nelle classifiche di molti Paesi, raggiungendo anche la posizione numero 12 nel Regno Unito (ottenendo pertanto un successo maggiore rispetto alla pubblicazione originaria del 1977).
Il 6 giugno del 1987 David Bowie cantò questa canzone nel concerto che tenne a Berlino, nella piazza del Reichstag, a pochi metri dal muro che divideva Berlino ovest da Berlino est. La canzone accese gli animi dei ragazzi e delle ragazze accorse ad ascoltare il cantante, anche dalla parte est della città. Dal palco si sentirono, ad un momento, le urla dei giovani dell'Est che chiedevano di abbattere il Muro.

### Classifiche
| Paese         | Anno | Posizione | Classifica                                    |
| ------------- | ---- | --------- | --------------------------------------------- |
| Australia     | 2016 | 36        | Top 100 Singles Chart                         |
| Austria       | 1977 | 19        | Ö3 Austria Top 40                             |
| Austria       | 2016 | 14        | Ö3 Austria Top 40                             |
| Belgio        | 1978 | 17        | Ultratop 50 Singles (Fiandre)                 |
| Francia       | 2016 | 9         | Syndicat national de l'édition phonographique |
| Germania      | 2016 | 19        | Top 100 Single-Charts                         |
| Giappone      | 2016 | 18        | Billboard Japan Hot 100                       |
| Irlanda       | 1977 | 8         | Irish Singles Chart                           |
| Irlanda       | 2016 | 29        | Irish Singles Chart                           |
| Italia        | 1978 | 21        | Top Annuali Single                            |
| Italia        | 2016 | 17        | FIMI                                          |
| Nuova Zelanda | 1978 | 35        | RIANZ                                         |
| Nuova Zelanda | 2016 | 34        | RIANZ                                         |
| Paesi Bassi   | 1977 | 9         | Single Top 100                                |
| Regno Unito   | 1977 | 24        | Official Singles Chart                        |
| Regno Unito   | 2016 | 12        | Official Singles Chart                        |
| Spagna        | 2016 | 20        | Top 50                                        |
| Svezia        | 2016 | 37        | Sverigetopplistan                             |
| Svizzera      | 2016 | 17        | Top 75 Singles                                |

## Formazione
- David Bowie – voce, pianoforte, sintetizzatore, chamberlin, sassofono
- Carlos Alomar – chitarra ritmica
- Robert Fripp – chitarra solista
- George Murray – basso
- Dennis Davis – batteria
- Brian Eno – sintetizzatore, guitar treatments
- Tony Visconti - cori, percussioni

## Riconoscimenti
Nel febbraio 1999, la rivista Q inserì "Heroes" nella classifica dei 100 migliori singoli di sempre votata dai lettori. Nel marzo 2005, la stessa rivista classificò il brano alla posizione numero 56 nella lista delle "100 Greatest Guitar Tracks". Nel 2004, Rolling Stone piazzò "Heroes" alla posizione numero 46 della sua lista delle 500 migliori canzoni mai scritte. Nel 2008 è poi stata inclusa nel libro The Pitchfork 500: Our Guide to the Greatest Songs from Punk to the Present. Sempre nel 2008, Uncut inserì "Heroes" al primo posto nella classifica delle migliori canzoni di David Bowie.
Moby ha dichiarato di ritenere "Heroes" una delle sue canzoni preferite in assoluto, definendo "inevitabile" il fatto che la sua musica avesse ricevuto influenze dal brano in questione, e Dave Gahan, cantante solista dei Depeche Mode, venne assunto nella band dopo che Vince Clarke lo sentì cantare "Heroes" durante una jam session. Il gruppo, inoltre, ha incluso una cover del brano nella scaletta del Global Spirit Tour del 2017-2018, come tributo a Bowie scomparso l'anno prima.

## Cover
- I Blondie suonavano spesso la canzone dal vivo nel corso del 1980.[34] La loro versione, incisa in studio, uscì come singolo in Germania,[35] e successivamente venne inserita come bonus track nella ristampa del 2001 dell'album Eat to the Beat e nella compilation Blonde and Beyond.
- Nel 1981, Nico pubblicò una versione della canzone sul suo album Drama of Exile.
- I Tv on the Radio sull'album benefico del 2009 War Child Presents Heroes.
- Una porzione del brano è contenuto nell'Elephant Love Medley eseguito da Nicole Kidman e Ewan McGregor nel film del 2001 Moulin Rouge!.
- I Tangerine Dream, reinterpretarono il brano sul loro album di cover del 2010 Under Cover - Chapter One.[36]
- I Wallflowers, band di Jakob Dylan (figlio di Bob Dylan), incisero la loro versione di "Heroes" per la colonna sonora del film Godzilla.
- Gli Oasis incisero una cover della canzone inserendola come b-side del loro singolo D'You Know What I Mean?.
- Nel 2012, gli Amaral (gruppo musicale spagnolo) hanno incorporato la loro versione del brano all'interno della loro canzone Revolución durante il tour promozionale dell'album Hacia Lo Salvaje.[37]
- Nel 2012, gli attori e musicisti Darren Criss e Chord Overstreet ne realizzano una cover cantata dai loro personaggi Blaine Anderson e Sam Evans nel settimo episodio della quarta stagione della serie Glee.
- Nel 2012, ai XXX Giochi Olimpici di Londra, la canzone ha accompagnato la squadra britannica al loro ingresso.
- La cantante tedesca Nena reinterpretò il brano di Bowie in tedesco sul suo album Cover Me (2007).
- Peter Gabriel nel suo album di cover orchestrali Scratch My Back del 2010. Questa reinterpretazione è stata utilizzata due volte nella serie TV Netflix Stranger Things: nel terzo episodio della prima stagione (Chapter Three: Holly, Jolly) e nell'episodio finale della terza stagione (Chapter Eight: The Battle of Starcourt).
- Gianluigi Cavallo, ex cantante dei Litfiba, come singolo (con tanto di video) di rientro nelle scene musicali nel 2014.
- Mango nel disco L'amore è invisibile del 2014.
- Ozark Henry nel 2015 con il titolo We Can Be Heroes[38]
- Nel 2016 Joe Elliott dei Def Leppard ha accennato durante i concerti del gruppo alcuni versi di "Heroes", sul finale del loro singolo Hysteria, per rendere omaggio a Bowie.
- Nel 2016 i King Crimson hanno eseguito il brano dal vivo, includendone una versione nell'EP omonimo uscito nel 2017.
- Nel 2017 i Motörhead pubblicano l’album postumo Under Cover in seguito alla scomparsa del leader Lemmy Kilmister, che include una versione live di "Heroes".
- Nel 2017 i Depeche Mode, eseguirono "Heroes" nelle tappe del "Global Spirit Tour", in Europa, in omaggio al Duca Bianco. Tale singolo venne poi pubblicato sul loro canale ufficiale il 22 settembre dello stesso anno, in occasione del 40º anniversario della pubblicazione del singolo originale.
- Nel 2017 i Postmodern Jukebox hanno realizzato una cover del brano con la collaborazione della cantante statunitense Nicole Atkins.
- Nel 2017 gli U2 la eseguirono in un medley con Bad in occasione del tour per i trent'anni di The Joshua Tree.
- Nel 2017 Pivio ha inserito una cover di "Heroes" nel suo album Lodging a Scary Low Hero
- Nel 2019 gli Hollywood Vampires hanno inciso una cover del brano con Johnny Depp alla voce per l'album Rise.